# Eleições legislativas portuguesas de 2025 no distrito de Aveiro
| Eleições legislativas portuguesas de 2025 Distritos: Aveiro \| Beja \| Braga \| Bragança \| Castelo Branco \| Coimbra \| Évora \| Faro \| Guarda \| Leiria \| Lisboa \| Portalegre \| Porto \| Santarém \| Setúbal \| Viana do Castelo \| Vila Real \| Viseu \| Açores \| Madeira \| Estrangeiro |

## Resultados por concelho
Os resultados nos concelhos do Distrito de Aveiro foram os seguintes:

### Águeda
| Partido                 | Partido                                  | Votos  | %               | +/-  |
| ----------------------- | ---------------------------------------- | ------ | --------------- | ---- |
|                         | AD - Coligação PSD/CDS                   | 10 615 | 40,73 / 100,00  | 5,46 |
|                         | Partido Socialista                       | 5 677  | 21,78 / 100,00  | 5,95 |
|                         | Chega                                    | 5 654  | 21,70 / 100,00  | 2,34 |
|                         | Iniciativa Liberal                       | 1 266  | 4,86 / 100,00   | 0,29 |
|                         | Livre                                    | 582    | 2,23 / 100,00   | 0,61 |
|                         | Alternativa Democrática Nacional         | 475    | 1,82 / 100,00   | 0,21 |
|                         | Bloco de Esquerda                        | 318    | 1,22 / 100,00   | 2,13 |
|                         | Coligação Democrática Unitária (PCP-PEV) | 276    | 1,06 / 100,00   | 0,25 |
|                         | Outros (com menos de 1,00%)              | 471    | 1,81 / 100,00   |      |
| Votos Inválidos         | Votos Inválidos                          | 727    | 2,79 / 100,00   | 0,06 |
| Total                   | Total                                    | 26 061 | 100,00 / 100,00 |      |
| Eleitorado/Participação | Eleitorado/Participação                  | 41 669 | 62,54 / 100,00  | 2,55 |

| Freguesia                                        | %     | %     | %     | %    | %    | %    | %    | %    | Votantes | Taxa de Participação |
| Freguesia                                        | AD    | PS    | CH    | IL   | L    | ADN  | BE   | CDU  | Votantes | Taxa de Participação |
| ------------------------------------------------ | ----- | ----- | ----- | ---- | ---- | ---- | ---- | ---- | -------- | -------------------- |
| Freguesia                                        |       |       |       |      |      |      |      |      | Votantes | Taxa de Participação |
| Aguada de Cima                                   | 40,89 | 18,56 | 27,57 | 3,35 | 2,31 | 1,79 | 1,23 | 0,47 | 2 118    | 58,88                |
| Águeda e Borralha                                | 39,98 | 23,97 | 20,07 | 5,83 | 2,15 | 1,51 | 1,32 | 1,06 | 7 289    | 62,02                |
| Barrô e Aguada de Baixo                          | 43,75 | 18,58 | 22,82 | 4,13 | 2,18 | 1,72 | 1,03 | 0,23 | 1 744    | 61,24                |
| Belazaima do Chão, Castanheira do Vouga e Agadão | 48,97 | 17,81 | 21,35 | 2,40 | 2,05 | 2,05 | 0,80 | 0,34 | 876      | 66,16                |
| Fermentelos                                      | 56,43 | 8,59  | 19,65 | 5,72 | 2,27 | 2,21 | 0,92 | 0,59 | 1 852    | 65,84                |
| Macinhata do Vouga                               | 37,16 | 23,63 | 23,44 | 3,08 | 1,69 | 1,93 | 1,57 | 1,63 | 1 655    | 55,09                |
| Préstimo e Macieira de Alcoba                    | 42,26 | 22,35 | 22,12 | 4,42 | 1,33 | 2,88 | 0,66 | 0,44 | 452      | 60,59                |
| Recardães e Espinhel                             | 36,54 | 25,40 | 20,29 | 5,80 | 2,08 | 1,73 | 1,56 | 0,98 | 3 465    | 65,19                |
| Travassô e Óis da Ribeira                        | 41,74 | 22,83 | 17,54 | 4,28 | 3,33 | 2,75 | 1,59 | 1,38 | 1 380    | 68,76                |
| Trofa, Segadães e Lamas do Vouga                 | 38,38 | 21,48 | 23,27 | 5,04 | 2,76 | 1,72 | 0,97 | 1,79 | 2 681    | 66,25                |
| Valongo do Vouga                                 | 36,13 | 24,91 | 23,58 | 4,12 | 2,04 | 1,92 | 0,90 | 1,61 | 2 549    | 60,47                |
| Águeda                                           | 40,73 | 21,78 | 21,70 | 4,86 | 2,23 | 1,82 | 1,22 | 1,06 | 26 061   | 62,54                |

### Albergaria-a-Velha
| Partido                 | Partido                                  | Votos  | %               | +/-  |
| ----------------------- | ---------------------------------------- | ------ | --------------- | ---- |
|                         | AD - Coligação PSD/CDS                   | 6 010  | 41,87 / 100,00  | 4,56 |
|                         | Chega                                    | 3 590  | 25,01 / 100,00  | 3,60 |
|                         | Partido Socialista                       | 2 520  | 17,55 / 100,00  | 5,89 |
|                         | Iniciativa Liberal                       | 683    | 4,76 / 100,00   | 0,67 |
|                         | Livre                                    | 301    | 2,10 / 100,00   | 0,12 |
|                         | Alternativa Democrática Nacional         | 273    | 1,90 / 100,00   | 0,02 |
|                         | Bloco de Esquerda                        | 194    | 1,35 / 100,00   | 1,84 |
|                         | Pessoas–Animais–Natureza                 | 149    | 1,04 / 100,00   | 0,48 |
|                         | Coligação Democrática Unitária (PCP-PEV) | 143    | 1,00 / 100,00   | 0,02 |
|                         | Outros (com menos de 1,00%)              | 153    | 1,06 / 100,00   |      |
| Votos Inválidos         | Votos Inválidos                          | 339    | 2,36 / 100,00   | 0,55 |
| Total                   | Total                                    | 14 355 | 100,00 / 100,00 |      |
| Eleitorado/Participação | Eleitorado/Participação                  | 22 407 | 64,06 / 100,00  | 0,81 |

| Freguesia                     | %     | %     | %     | %    | %    | %    | %    | %    | %    | Votantes | Taxa de Participação |
| Freguesia                     | AD    | CH    | PS    | IL   | L    | ADN  | BE   | PAN  | CDU  | Votantes | Taxa de Participação |
| ----------------------------- | ----- | ----- | ----- | ---- | ---- | ---- | ---- | ---- | ---- | -------- | -------------------- |
| Freguesia                     |       |       |       |      |      |      |      |      |      | Votantes | Taxa de Participação |
| Albergaria-a-Velha e Valmaior | 40,64 | 25,22 | 16,87 | 5,94 | 2,51 | 1,47 | 1,63 | 1,24 | 1,06 | 6 155    | 63,02                |
| Alquerubim                    | 43,17 | 24,65 | 19,26 | 3,03 | 1,40 | 2,51 | 1,03 | 0,66 | 0,52 | 1 355    | 65,78                |
| Angeja                        | 36,36 | 27,88 | 22,51 | 2,77 | 1,82 | 1,82 | 1,21 | 0,78 | 1,90 | 1 155    | 65,48                |
| Branca                        | 44,44 | 23,98 | 16,88 | 4,70 | 1,92 | 2,17 | 0,90 | 0,90 | 0,67 | 3 128    | 63,19                |
| Ribeira de Fráguas            | 46,56 | 21,09 | 17,38 | 4,81 | 1,20 | 1,97 | 1,31 | 0,98 | 0,87 | 915      | 65,40                |
| São João de Loure e Frossos   | 41,74 | 26,60 | 16,64 | 3,28 | 2,15 | 2,50 | 1,55 | 1,07 | 1,19 | 1 677    | 66,68                |
| Albergaria-a-Velha            | 41,87 | 25,01 | 17,55 | 4,76 | 2,10 | 1,90 | 1,35 | 1,04 | 1,00 | 14 355   | 64,06                |

### Anadia
| Partido                 | Partido                                  | Votos  | %               | +/-  |
| ----------------------- | ---------------------------------------- | ------ | --------------- | ---- |
|                         | AD - Coligação PSD/CDS                   | 7 028  | 45,27 / 100,00  | 4,30 |
|                         | Chega                                    | 3 167  | 20,40 / 100,00  | 2,68 |
|                         | Partido Socialista                       | 2 777  | 17,89 / 100,00  | 4,83 |
|                         | Iniciativa Liberal                       | 764    | 4,92 / 100,00   | 0,45 |
|                         | Livre                                    | 352    | 2,27 / 100,00   | 0,40 |
|                         | Alternativa Democrática Nacional         | 311    | 2,00 / 100,00   | 0,31 |
|                         | Bloco de Esquerda                        | 185    | 1,19 / 100,00   | 1,97 |
|                         | Pessoas–Animais–Natureza                 | 167    | 1,08 / 100,00   | 0,45 |
|                         | Coligação Democrática Unitária (PCP-PEV) | 158    | 1,02 / 100,00   | 0,26 |
|                         | Outros (com menos de 1,00%)              | 158    | 1,02 / 100,00   |      |
| Votos Inválidos         | Votos Inválidos                          | 459    | 2,95 / 100,00   | 0,27 |
| Total                   | Total                                    | 15 526 | 100,00 / 100,00 |      |
| Eleitorado/Participação | Eleitorado/Participação                  | 25 449 | 61,01 / 100,00  | 2,00 |

| Freguesia                                      | %     | %     | %     | %    | %    | %    | %    | %    | %    | Votantes | Taxa de Participação |
| Freguesia                                      | AD    | CH    | PS    | IL   | L    | ADN  | BE   | PAN  | CDU  | Votantes | Taxa de Participação |
| ---------------------------------------------- | ----- | ----- | ----- | ---- | ---- | ---- | ---- | ---- | ---- | -------- | -------------------- |
| Freguesia                                      |       |       |       |      |      |      |      |      |      | Votantes | Taxa de Participação |
| Amoreira da Gândara, Paredes do Bairro e Ancas | 48,73 | 22,12 | 15,09 | 2,99 | 1,43 | 2,08 | 1,37 | 0,91 | 0,39 | 1 537    | 63,94                |
| Arcos e Mogofores                              | 39,92 | 19,64 | 21,21 | 5,92 | 3,51 | 1,51 | 1,77 | 1,28 | 1,83 | 3 447    | 62,99                |
| Avelãs de Caminho                              | 42,97 | 23,26 | 18,74 | 4,20 | 2,10 | 2,10 | 0,16 | 1,13 | 0,97 | 619      | 60,21                |
| Avelãs de Cima                                 | 56,58 | 19,39 | 10,61 | 4,65 | 1,49 | 1,84 | 0,88 | 0,53 | 0,35 | 1 140    | 63,16                |
| Moita                                          | 48,64 | 17,20 | 17,20 | 4,80 | 2,80 | 2,00 | 1,60 | 1,04 | 1,20 | 1 250    | 60,98                |
| Sangalhos                                      | 40,06 | 25,19 | 16,59 | 5,99 | 2,46 | 2,14 | 1,02 | 1,58 | 1,39 | 2 152    | 61,49                |
| São Lourenço do Bairro                         | 44,58 | 20,91 | 19,06 | 4,46 | 1,84 | 2,38 | 1,31 | 1,08 | 0,23 | 1 301    | 58,98                |
| Tamengos, Aguim e Óis do Bairro                | 43,30 | 16,95 | 22,92 | 5,24 | 2,82 | 1,63 | 1,07 | 0,90 | 0,79 | 1 776    | 60,97                |
| Vila Nova de Monsarros                         | 41,16 | 18,43 | 23,11 | 4,92 | 0,88 | 2,78 | 0,63 | 1,52 | 0,88 | 792      | 53,30                |
| Vilarinho do Bairro                            | 56,02 | 20,44 | 11,04 | 3,70 | 0,66 | 2,65 | 0,60 | 0,46 | 0,66 | 1 512    | 58,49                |
| Anadia                                         | 45,27 | 20,40 | 17,89 | 4,92 | 2,27 | 2,00 | 1,19 | 1,08 | 1,02 | 15 526   | 61,01                |

### Arouca
| Partido                 | Partido                          | Votos  | %               | +/-  |
| ----------------------- | -------------------------------- | ------ | --------------- | ---- |
|                         | AD - Coligação PSD/CDS           | 6 941  | 53,51 / 100,00  | 9,43 |
|                         | Partido Socialista               | 2 145  | 16,54 / 100,00  | 7,98 |
|                         | Chega                            | 2 126  | 16,39 / 100,00  | 0,01 |
|                         | Iniciativa Liberal               | 491    | 3,79 / 100,00   | 0,54 |
|                         | Alternativa Democrática Nacional | 285    | 2,20 / 100,00   | 0,55 |
|                         | Livre                            | 225    | 1,73 / 100,00   | 0,41 |
|                         | Outros (com menos de 1,00%)      | 314    | 2,43 / 100,00   |      |
| Votos Inválidos         | Votos Inválidos                  | 323    | 2,49 / 100,00   | 0,20 |
| Total                   | Total                            | 12 971 | 100,00 / 100,00 |      |
| Eleitorado/Participação | Eleitorado/Participação          | 19 696 | 65,86 / 100,00  | 2,40 |

| Freguesia                       | %     | %     | %     | %    | %    | %    | Votantes | Taxa de Participação |
| Freguesia                       | AD    | PS    | CH    | IL   | ADN  | L    | Votantes | Taxa de Participação |
| ------------------------------- | ----- | ----- | ----- | ---- | ---- | ---- | -------- | -------------------- |
| Freguesia                       |       |       |       |      |      |      | Votantes | Taxa de Participação |
| Alvarenga                       | 64,87 | 11,48 | 12,52 | 1,04 | 3,30 | 0,87 | 575      | 62,77                |
| Arouca e Burgo                  | 50,64 | 20,37 | 14,48 | 4,38 | 1,60 | 2,06 | 3 059    | 64,05                |
| Cabreiros e Albergaria da Serra | 37,11 | 29,90 | 20,62 | 3,09 | 3,09 | 2,06 | 97       | 41,10                |
| Canelas e Espiunca              | 53,76 | 12,16 | 23,36 | 3,84 | 1,92 | 0,16 | 625      | 62,81                |
| Chave                           | 46,53 | 14,37 | 25,46 | 4,14 | 1,83 | 1,83 | 821      | 70,84                |
| Covelo de Paivó e Janarde       | 61,54 | 12,50 | 12,50 | 1,92 | 4,81 | 1,92 | 104      | 61,54                |
| Escariz                         | 48,74 | 15,59 | 21,34 | 3,78 | 2,05 | 2,05 | 1 270    | 66,74                |
| Fermedo                         | 54,23 | 18,46 | 16,03 | 3,08 | 2,18 | 1,28 | 780      | 68,24                |
| Mansores                        | 59,97 | 12,69 | 13,39 | 4,32 | 3,63 | 1,12 | 717      | 72,79                |
| Moldes                          | 52,55 | 21,40 | 12,08 | 3,49 | 2,62 | 1,60 | 687      | 62,91                |
| Rossas                          | 57,48 | 13,72 | 17,01 | 3,29 | 1,59 | 1,36 | 882      | 65,00                |
| Santa Eulália                   | 52,75 | 18,10 | 13,99 | 3,96 | 2,56 | 2,42 | 1 365    | 68,42                |
| São Miguel do Mato              | 62,69 | 13,47 | 11,14 | 2,85 | 4,92 | 1,55 | 386      | 62,87                |
| Tropeço                         | 52,89 | 12,00 | 21,33 | 5,19 | 2,07 | 1,78 | 675      | 65,41                |
| Urrô                            | 60,27 | 14,98 | 10,77 | 4,21 | 1,85 | 2,36 | 594      | 67,96                |
| Várzea                          | 55,09 | 14,97 | 16,77 | 2,10 | 0,60 | 1,50 | 334      | 74,22                |
| Arouca                          | 53,51 | 16,54 | 16,39 | 3,79 | 2,20 | 1,73 | 12 971   | 65,86                |

### Aveiro
| Partido                 | Partido                                  | Votos  | %               | +/-  |
| ----------------------- | ---------------------------------------- | ------ | --------------- | ---- |
|                         | AD - Coligação PSD/CDS                   | 17 165 | 37,22 / 100,00  | 2,28 |
|                         | Partido Socialista                       | 9 705  | 21,05 / 100,00  | 4,14 |
|                         | Chega                                    | 8 844  | 19,18 / 100,00  | 2,86 |
|                         | Iniciativa Liberal                       | 3 442  | 7,46 / 100,00   | 1,02 |
|                         | Livre                                    | 2 353  | 5,10 / 100,00   | 1,40 |
|                         | Bloco de Esquerda                        | 1 007  | 2,18 / 100,00   | 2,99 |
|                         | Alternativa Democrática Nacional         | 677    | 1,47 / 100,00   | 0,36 |
|                         | Pessoas–Animais–Natureza                 | 675    | 1,46 / 100,00   | 0,51 |
|                         | Coligação Democrática Unitária (PCP-PEV) | 643    | 1,39 / 100,00   | 0,08 |
|                         | Outros (com menos de 1,00%)              | 366    | 0,80 / 100,00   |      |
| Votos Inválidos         | Votos Inválidos                          | 1 236  | 2,68 / 100,00   | 0,09 |
| Total                   | Total                                    | 46 113 | 100,00 / 100,00 |      |
| Eleitorado/Participação | Eleitorado/Participação                  | 70 189 | 65,70 / 100,00  | 1,57 |

| Freguesia                                 | %     | %     | %     | %    | %    | %    | %    | %    | %    | Votantes | Taxa de Participação |
| Freguesia                                 | AD    | PS    | CH    | IL   | L    | BE   | ADN  | PAN  | CDU  | Votantes | Taxa de Participação |
| ----------------------------------------- | ----- | ----- | ----- | ---- | ---- | ---- | ---- | ---- | ---- | -------- | -------------------- |
| Freguesia                                 |       |       |       |      |      |      |      |      |      | Votantes | Taxa de Participação |
| Aradas                                    | 41,32 | 18,21 | 17,88 | 8,57 | 5,10 | 2,03 | 1,77 | 1,24 | 1,00 | 5 414    | 64,64                |
| Cacia                                     | 31,60 | 22,73 | 25,59 | 5,58 | 3,54 | 2,47 | 1,67 | 1,33 | 1,43 | 4 123    | 65,86                |
| Eixo e Eirol                              | 35,22 | 18,75 | 27,54 | 5,13 | 3,52 | 1,58 | 1,79 | 1,61 | 1,23 | 3 413    | 62,88                |
| Esgueira                                  | 31,80 | 24,88 | 20,61 | 7,07 | 4,80 | 2,37 | 1,32 | 1,61 | 1,72 | 7 520    | 64,60                |
| Glória e Vera Cruz                        | 36,74 | 23,78 | 11,23 | 9,90 | 7,76 | 2,85 | 0,94 | 1,57 | 2,01 | 11 968   | 67,43                |
| Oliveirinha                               | 42,03 | 16,08 | 25,55 | 5,64 | 2,60 | 1,41 | 1,78 | 1,15 | 0,45 | 2 693    | 64,78                |
| Requeixo, Nossa Senhora de Fátima e Nariz | 47,47 | 11,77 | 26,15 | 3,59 | 2,07 | 1,09 | 2,38 | 0,90 | 0,70 | 2 566    | 63,42                |
| Santa Joana                               | 37,97 | 20,62 | 20,30 | 6,67 | 4,58 | 1,84 | 1,39 | 1,84 | 1,09 | 4 675    | 65,76                |
| São Bernardo                              | 41,39 | 18,18 | 17,47 | 8,92 | 5,36 | 1,96 | 1,66 | 1,29 | 0,74 | 3 262    | 70,87                |
| São Jacinto                               | 33,40 | 27,77 | 22,76 | 1,88 | 1,88 | 1,25 | 2,51 | 1,46 | 2,92 | 479      | 58,34                |
| Aveiro                                    | 37,22 | 21,05 | 19,18 | 7,46 | 5,10 | 2,18 | 1,47 | 1,46 | 1,39 | 46 113   | 65,70                |

### Castelo de Paiva
| Partido                 | Partido                          | Votos  | %               | +/-  |
| ----------------------- | -------------------------------- | ------ | --------------- | ---- |
|                         | AD - Coligação PSD/CDS           | 4 172  | 44,63 / 100,00  | 7,00 |
|                         | Partido Socialista               | 2 423  | 25,92 / 100,00  | 8,56 |
|                         | Chega                            | 1 631  | 17,45 / 100,00  | 3,37 |
|                         | Iniciativa Liberal               | 237    | 2,54 / 100,00   | 0,23 |
|                         | Alternativa Democrática Nacional | 161    | 1,72 / 100,00   | 0,58 |
|                         | Livre                            | 142    | 1,52 / 100,00   | 0,21 |
|                         | Bloco de Esquerda                | 109    | 1,17 / 100,00   | 1,48 |
|                         | Outros (com menos de 1,00%)      | 250    | 2,67 / 100,00   |      |
| Votos Inválidos         | Votos Inválidos                  | 223    | 2,38 / 100,00   | 0,48 |
| Total                   | Total                            | 9 348  | 100,00 / 100,00 |      |
| Eleitorado/Participação | Eleitorado/Participação          | 14 005 | 66,75 / 100,00  | 1,00 |

| Freguesia                 | %     | %     | %     | %    | %    | %    | %    | Votantes | Taxa de Participação |
| Freguesia                 | AD    | PS    | CH    | IL   | ADN  | L    | BE   | Votantes | Taxa de Participação |
| ------------------------- | ----- | ----- | ----- | ---- | ---- | ---- | ---- | -------- | -------------------- |
| Freguesia                 |       |       |       |      |      |      |      | Votantes | Taxa de Participação |
| Fornos                    | 40,80 | 32,25 | 15,54 | 2,46 | 1,17 | 0,52 | 1,17 | 772      | 69,49                |
| Raiva, Pedorido e Paraíso | 36,50 | 28,61 | 21,03 | 2,48 | 1,96 | 1,72 | 1,76 | 2 496    | 64,61                |
| Real                      | 44,36 | 27,67 | 17,29 | 2,11 | 2,86 | 1,65 | 0,30 | 665      | 63,33                |
| Santa Maria de Sardoura   | 46,97 | 26,55 | 16,04 | 2,19 | 1,66 | 0,91 | 0,68 | 1 322    | 65,45                |
| São Martinho de Sardoura  | 53,47 | 21,32 | 14,90 | 1,73 | 1,82 | 1,56 | 0,61 | 1 154    | 72,85                |
| Sobrado e Bairros         | 48,08 | 23,10 | 16,57 | 3,16 | 1,40 | 1,84 | 1,29 | 2 939    | 67,15                |
| Castelo de Paiva          | 44,63 | 25,92 | 17,45 | 2,54 | 1,72 | 1,52 | 1,17 | 9 348    | 66,75                |

### Espinho
| Partido                 | Partido                                  | Votos  | %               | +/-  |
| ----------------------- | ---------------------------------------- | ------ | --------------- | ---- |
|                         | AD - Coligação PSD/CDS                   | 8 072  | 39,99 / 100,00  | 6,80 |
|                         | Partido Socialista                       | 5 116  | 25,35 / 100,00  | 7,61 |
|                         | Chega                                    | 3 154  | 15,63 / 100,00  | 2,89 |
|                         | Iniciativa Liberal                       | 1 115  | 5,52 / 100,00   | 0,47 |
|                         | Livre                                    | 669    | 3,31 / 100,00   | 0,92 |
|                         | Coligação Democrática Unitária (PCP-PEV) | 490    | 2,43 / 100,00   | 0,36 |
|                         | Alternativa Democrática Nacional         | 357    | 1,77 / 100,00   | 0,45 |
|                         | Bloco de Esquerda                        | 285    | 1,41 / 100,00   | 2,48 |
|                         | Pessoas–Animais–Natureza                 | 277    | 1,37 / 100,00   | 0,58 |
|                         | Outros (com menos de 1,00%)              | 219    | 1,07 / 100,00   |      |
| Votos Inválidos         | Votos Inválidos                          | 431    | 2,13 / 100,00   | 0,28 |
| Total                   | Total                                    | 20 185 | 100,00 / 100,00 |      |
| Eleitorado/Participação | Eleitorado/Participação                  | 29 347 | 68,78 / 100,00  | 0,63 |

| Freguesia     | %     | %     | %     | %    | %    | %    | %    | %    | %    | Votantes | Taxa de Participação |
| Freguesia     | AD    | PS    | CH    | IL   | L    | CDU  | ADN  | BE   | PAN  | Votantes | Taxa de Participação |
| ------------- | ----- | ----- | ----- | ---- | ---- | ---- | ---- | ---- | ---- | -------- | -------------------- |
| Freguesia     |       |       |       |      |      |      |      |      |      | Votantes | Taxa de Participação |
| Anta e Guetim | 38,84 | 25,50 | 17,17 | 4,86 | 3,43 | 2,33 | 2,13 | 1,37 | 1,33 | 7 381    | 69,12                |
| Espinho       | 46,60 | 21,83 | 10,82 | 6,97 | 4,01 | 2,46 | 1,25 | 1,40 | 1,54 | 7 127    | 71,48                |
| Paramos       | 33,97 | 28,22 | 19,88 | 5,43 | 2,32 | 2,32 | 1,53 | 1,53 | 1,05 | 1 896    | 62,41                |
| Silvalde      | 32,80 | 30,23 | 19,55 | 4,13 | 2,27 | 2,62 | 2,17 | 1,45 | 1,30 | 3 781    | 66,80                |
| Espinho       | 39,99 | 25,35 | 15,63 | 5,52 | 3,31 | 2,43 | 1,77 | 1,41 | 1,37 | 20 185   | 68,78                |

### Estarreja
| Partido                 | Partido                                  | Votos  | %               | +/-  |
| ----------------------- | ---------------------------------------- | ------ | --------------- | ---- |
|                         | AD - Coligação PSD/CDS                   | 5 503  | 37,75 / 100,00  | 4,95 |
|                         | Chega                                    | 3 474  | 23,83 / 100,00  | 4,15 |
|                         | Partido Socialista                       | 3 078  | 21,12 / 100,00  | 6,59 |
|                         | Iniciativa Liberal                       | 703    | 4,82 / 100,00   | 0,05 |
|                         | Livre                                    | 357    | 2,45 / 100,00   | 0,71 |
|                         | Coligação Democrática Unitária (PCP-PEV) | 274    | 1,88 / 100,00   | 0,43 |
|                         | Alternativa Democrática Nacional         | 255    | 1,75 / 100,00   | 0,26 |
|                         | Bloco de Esquerda                        | 227    | 1,56 / 100,00   | 2,23 |
|                         | Outros (com menos de 1,00%)              | 309    | 1,16 / 100,00   |      |
| Votos Inválidos         | Votos Inválidos                          | 397    | 2,72 / 100,00   | 0,27 |
| Total                   | Total                                    | 14 577 | 100,00 / 100,00 |      |
| Eleitorado/Participação | Eleitorado/Participação                  | 23 997 | 60,75 / 100,00  | 0,05 |

| Freguesia         | %     | %     | %     | %    | %    | %    | %    | %    | Votantes | Taxa de Participação |
| Freguesia         | AD    | CH    | PS    | IL   | L    | CDU  | ADN  | BE   | Votantes | Taxa de Participação |
| ----------------- | ----- | ----- | ----- | ---- | ---- | ---- | ---- | ---- | -------- | -------------------- |
| Freguesia         |       |       |       |      |      |      |      |      | Votantes | Taxa de Participação |
| Avanca            | 36,97 | 23,85 | 23,09 | 4,94 | 2,26 | 1,21 | 1,74 | 1,53 | 3 400    | 63,84                |
| Beduído e Veiros  | 36,49 | 23,34 | 22,02 | 5,10 | 2,57 | 2,08 | 1,86 | 1,54 | 5 528    | 60,67                |
| Canelas e Fermelã | 40,32 | 21,27 | 18,99 | 4,69 | 3,02 | 2,53 | 1,91 | 1,60 | 1 622    | 65,22                |
| Pardilhó          | 35,33 | 30,75 | 18,07 | 3,88 | 2,06 | 2,67 | 1,46 | 1,76 | 1 987    | 52,47                |
| Salreu            | 42,79 | 20,44 | 20,05 | 4,90 | 2,35 | 1,18 | 1,62 | 1,42 | 2 040    | 62,10                |
| Estarreja         | 37,75 | 23,83 | 21,12 | 4,82 | 2,45 | 1,88 | 1,75 | 1,56 | 14 577   | 60,75                |

### Ílhavo
| Partido                 | Partido                                  | Votos  | %               | +/-     |
| ----------------------- | ---------------------------------------- | ------ | --------------- | ------- |
|                         | AD - Coligação PSD/CDS                   | 7 905  | 36,17 / 100,00  | 3,16    |
|                         | Chega                                    | 5 308  | 24,29 / 100,00  | 3,43    |
|                         | Partido Socialista                       | 3 994  | 18,27 / 100,00  | 4,92    |
|                         | Iniciativa Liberal                       | 1 476  | 6,75 / 100,00   | 0,71    |
|                         | Livre                                    | 1 011  | 4,63 / 100,00   | 1,50    |
|                         | Bloco de Esquerda                        | 461    | 2,11 / 100,00   | 2,85    |
|                         | Pessoas–Animais–Natureza                 | 359    | 1,64 / 100,00   | 0,54    |
|                         | Alternativa Democrática Nacional         | 344    | 1,57 / 100,00   | 0,22    |
|                         | Coligação Democrática Unitária (PCP-PEV) | 242    | 1,11 / 100,00   | Estável |
|                         | Outros (com menos de 1,00%)              | 180    | 0,82 / 100,00   |         |
| Votos Inválidos         | Votos Inválidos                          | 576    | 2,64 / 100,00   | 0,42    |
| Total                   | Total                                    | 21 856 | 100,00 / 100,00 |         |
| Eleitorado/Participação | Eleitorado/Participação                  | 36 377 | 60,08 / 100,00  | 1,10    |

| Freguesia             | %     | %     | %     | %    | %    | %    | %    | %    | %    | Votantes | Taxa de Participação |
| Freguesia             | AD    | CH    | PS    | IL   | L    | BE   | PAN  | ADN  | CDU  | Votantes | Taxa de Participação |
| --------------------- | ----- | ----- | ----- | ---- | ---- | ---- | ---- | ---- | ---- | -------- | -------------------- |
| Freguesia             |       |       |       |      |      |      |      |      |      | Votantes | Taxa de Participação |
| Gafanha da Encarnação | 37,45 | 29,11 | 14,35 | 6,25 | 3,65 | 1,89 | 1,59 | 1,82 | 0,54 | 2 961    | 56,71                |
| Gafanha da Nazaré     | 35,51 | 25,73 | 16,77 | 7,27 | 4,54 | 1,97 | 1,73 | 1,54 | 1,22 | 8 547    | 60,69                |
| Gafanha do Carmo      | 31,74 | 31,94 | 19,13 | 4,07 | 4,07 | 1,83 | 1,02 | 1,73 | 0,92 | 983      | 55,10                |
| Ílhavo (São Salvador) | 36,83 | 20,64 | 20,83 | 6,73 | 5,07 | 2,34 | 1,64 | 1,51 | 1,21 | 9 365    | 61,25                |
| Ílhavo                | 36,17 | 24,29 | 18,27 | 6,75 | 4,63 | 2,11 | 1,64 | 1,57 | 1,11 | 21 856   | 60,08                |

### Mealhada
| Partido                 | Partido                                  | Votos  | %               | +/-  |
| ----------------------- | ---------------------------------------- | ------ | --------------- | ---- |
|                         | AD - Coligação PSD/CDS                   | 3 367  | 31,21 / 100,00  | 4,68 |
|                         | Partido Socialista                       | 3 069  | 28,45 / 100,00  | 5,63 |
|                         | Chega                                    | 2 168  | 20,10 / 100,00  | 3,59 |
|                         | Iniciativa Liberal                       | 562    | 5,21 / 100,00   | 0,45 |
|                         | Livre                                    | 392    | 3,63 / 100,00   | 1,10 |
|                         | Bloco de Esquerda                        | 231    | 2,14 / 100,00   | 3,68 |
|                         | Coligação Democrática Unitária (PCP-PEV) | 229    | 2,12 / 100,00   | 0,21 |
|                         | Alternativa Democrática Nacional         | 159    | 1,47 / 100,00   | 0,38 |
|                         | Pessoas–Animais–Natureza                 | 141    | 1,31 / 100,00   | 0,25 |
|                         | Outros (com menos de 1,00%)              | 124    | 1,14 / 100,00   |      |
| Votos Inválidos         | Votos Inválidos                          | 345    | 3,20 / 100,00   | 0,36 |
| Total                   | Total                                    | 10 787 | 100,00 / 100,00 |      |
| Eleitorado/Participação | Eleitorado/Participação                  | 17 653 | 61,11 / 100,00  | 2,30 |

| Freguesia                           | %     | %     | %     | %    | %    | %    | %    | %    | %    | Votantes | Taxa de Participação |
| Freguesia                           | AD    | PS    | CH    | IL   | L    | BE   | CDU  | ADN  | PAN  | Votantes | Taxa de Participação |
| ----------------------------------- | ----- | ----- | ----- | ---- | ---- | ---- | ---- | ---- | ---- | -------- | -------------------- |
| Freguesia                           |       |       |       |      |      |      |      |      |      | Votantes | Taxa de Participação |
| Barcouço                            | 30,46 | 28,39 | 22,28 | 4,85 | 3,95 | 1,89 | 2,34 | 1,53 | 0,63 | 1 113    | 59,61                |
| Casal Comba                         | 32,03 | 28,19 | 20,82 | 5,52 | 3,18 | 1,74 | 2,04 | 1,20 | 1,44 | 1 667    | 57,11                |
| Luso                                | 29,52 | 32,10 | 17,87 | 4,09 | 3,41 | 2,80 | 1,74 | 1,29 | 1,67 | 1 321    | 61,47                |
| Mealhada, Ventosa do Bairro e Antes | 34,98 | 25,89 | 19,14 | 5,75 | 3,67 | 1,88 | 1,71 | 1,68 | 1,14 | 3 511    | 61,96                |
| Pampilhosa                          | 26,23 | 29,00 | 20,89 | 5,75 | 4,58 | 2,58 | 3,17 | 1,22 | 1,50 | 2 207    | 63,62                |
| Vacariça                            | 30,68 | 32,02 | 21,07 | 3,41 | 2,07 | 2,17 | 1,65 | 1,96 | 1,55 | 968      | 61,19                |
| Mealhada                            | 31,21 | 28,45 | 20,10 | 5,21 | 3,63 | 2,14 | 2,12 | 1,47 | 1,31 | 10 787   | 61,11                |

### Murtosa
| Partido                 | Partido                                  | Votos | %               | +/-  |
| ----------------------- | ---------------------------------------- | ----- | --------------- | ---- |
|                         | AD - Coligação PSD/CDS                   | 2 338 | 44,31 / 100,00  | 2,92 |
|                         | Chega                                    | 1 405 | 26,63 / 100,00  | 4,88 |
|                         | Partido Socialista                       | 733   | 13,89 / 100,00  | 5,42 |
|                         | Iniciativa Liberal                       | 199   | 3,77 / 100,00   | 0,51 |
|                         | Livre                                    | 151   | 2,86 / 100,00   | 1,24 |
|                         | Alternativa Democrática Nacional         | 111   | 2,10 / 100,00   | 0,64 |
|                         | Bloco de Esquerda                        | 80    | 1,52 / 100,00   | 1,89 |
|                         | Coligação Democrática Unitária (PCP-PEV) | 60    | 1,14 / 100,00   | 0,10 |
|                         | Outros (com menos de 1,00%)              | 66    | 1,26 / 100,00   |      |
| Votos Inválidos         | Votos Inválidos                          | 133   | 2,52 / 100,00   | 0,33 |
| Total                   | Total                                    | 5 276 | 100,00 / 100,00 |      |
| Eleitorado/Participação | Eleitorado/Participação                  | 9 947 | 53,04 / 100,00  | 0,71 |

| Freguesia | %     | %     | %     | %    | %    | %    | %    | %    | Votantes | Taxa de Participação |
| Freguesia | AD    | CH    | PS    | IL   | L    | ADN  | BE   | CDU  | Votantes | Taxa de Participação |
| --------- | ----- | ----- | ----- | ---- | ---- | ---- | ---- | ---- | -------- | -------------------- |
| Freguesia |       |       |       |      |      |      |      |      | Votantes | Taxa de Participação |
| Bunheiro  | 49,38 | 24,04 | 13,22 | 2,83 | 2,47 | 2,11 | 1,38 | 1,31 | 1 377    | 57,23                |
| Monte     | 40,07 | 25,93 | 17,00 | 3,97 | 2,85 | 1,74 | 1,74 | 0,99 | 806      | 51,73                |
| Murtosa   | 45,87 | 26,90 | 12,09 | 3,64 | 3,44 | 2,08 | 1,43 | 1,04 | 1 539    | 48,43                |
| Torreira  | 40,48 | 29,02 | 14,67 | 4,63 | 2,64 | 2,32 | 1,61 | 1,16 | 1 554    | 55,40                |
| Murtosa   | 44,31 | 26,63 | 13,89 | 3,77 | 2,86 | 2,10 | 1,52 | 1,14 | 5 276    | 53,04                |

### Oliveira de Azeméis
| Partido                 | Partido                          | Votos  | %               | +/-  |
| ----------------------- | -------------------------------- | ------ | --------------- | ---- |
|                         | AD - Coligação PSD/CDS           | 15 236 | 38,47 / 100,00  | 5,30 |
|                         | Partido Socialista               | 9 590  | 24,21 / 100,00  | 7,05 |
|                         | Chega                            | 8 006  | 20,21 / 100,00  | 3,59 |
|                         | Iniciativa Liberal               | 2 164  | 5,46 / 100,00   | 0,62 |
|                         | Livre                            | 1 115  | 2,82 / 100,00   | 0,83 |
|                         | Alternativa Democrática Nacional | 648    | 1,64 / 100,00   | 0,24 |
|                         | Bloco de Esquerda                | 627    | 1,58 / 100,00   | 2,34 |
|                         | Pessoas–Animais–Natureza         | 470    | 1,19 / 100,00   | 0,61 |
|                         | Outros (com menos de 1,00%)      | 740    | 1,87 / 100,00   |      |
| Votos Inválidos         | Votos Inválidos                  | 1 012  | 2,56 / 100,00   | 0,16 |
| Total                   | Total                            | 39 608 | 100,00 / 100,00 |      |
| Eleitorado/Participação | Eleitorado/Participação          | 60 615 | 65,34 / 100,00  | 1,89 |

| Freguesia                               | %     | %     | %     | %    | %    | %    | %    | %    | Votantes | Taxa de Participação |
| Freguesia                               | AD    | PS    | CH    | IL   | L    | ADN  | BE   | PAN  | Votantes | Taxa de Participação |
| --------------------------------------- | ----- | ----- | ----- | ---- | ---- | ---- | ---- | ---- | -------- | -------------------- |
| Freguesia                               |       |       |       |      |      |      |      |      | Votantes | Taxa de Participação |
| Carregosa                               | 41,83 | 19,44 | 21,97 | 6,09 | 2,11 | 2,06 | 1,36 | 1,26 | 2 135    | 69,77                |
| Cesar                                   | 39,97 | 20,42 | 21,29 | 5,46 | 2,71 | 1,89 | 1,68 | 1,23 | 1 959    | 69,81                |
| Fajões                                  | 40,60 | 20,10 | 22,76 | 4,97 | 1,98 | 2,43 | 1,47 | 1,41 | 1 771    | 65,40                |
| Loureiro                                | 47,05 | 16,39 | 22,98 | 4,09 | 1,86 | 2,27 | 1,41 | 0,77 | 2 202    | 66,09                |
| Macieira de Sarnes                      | 32,31 | 33,71 | 17,03 | 5,36 | 2,02 | 1,49 | 1,23 | 1,67 | 1 139    | 69,49                |
| Nogueira do Cravo e Pindelo             | 34,21 | 26,05 | 21,44 | 5,31 | 4,06 | 1,40 | 1,30 | 1,24 | 3 297    | 70,31                |
| Oliveira de Azeméis                     | 38,78 | 23,25 | 19,38 | 6,51 | 3,23 | 1,40 | 1,71 | 1,29 | 11 899   | 63,77                |
| Ossela                                  | 38,90 | 20,15 | 23,18 | 4,59 | 2,29 | 1,97 | 1,47 | 1,15 | 1 221    | 67,91                |
| Pinheiro da Bemposta, Travanca e Palmaz | 41,16 | 22,02 | 21,42 | 3,94 | 2,50 | 1,92 | 1,73 | 1,26 | 3 805    | 59,86                |
| São Martinho da Gândara                 | 41,00 | 24,56 | 19,06 | 4,46 | 1,84 | 1,84 | 0,70 | 1,14 | 1 144    | 65,37                |
| São Roque                               | 37,65 | 27,30 | 18,95 | 5,33 | 2,28 | 1,70 | 1,70 | 1,19 | 3 113    | 68,36                |
| Vila de Cucujães                        | 33,97 | 30,95 | 18,54 | 5,32 | 3,12 | 1,23 | 1,72 | 0,96 | 5 923    | 63,93                |
| Oliveira de Azeméis                     | 38,47 | 24,21 | 20,21 | 5,46 | 2,82 | 1,64 | 1,58 | 1,19 | 39 608   | 65,34                |

### Oliveira do Bairro
| Partido                 | Partido                          | Votos  | %               | +/-  |
| ----------------------- | -------------------------------- | ------ | --------------- | ---- |
|                         | AD - Coligação PSD/CDS           | 6 342  | 48,17 / 100,00  | 2,79 |
|                         | Chega                            | 3 299  | 25,06 / 100,00  | 2,62 |
|                         | Partido Socialista               | 1 521  | 11,55 / 100,00  | 3,49 |
|                         | Iniciativa Liberal               | 732    | 5,56 / 100,00   | 0,20 |
|                         | Alternativa Democrática Nacional | 265    | 2,01 / 100,00   | 0,12 |
|                         | Livre                            | 230    | 1,75 / 100,00   | 0,51 |
|                         | Pessoas–Animais–Natureza         | 146    | 1,11 / 100,00   | 0,05 |
|                         | Outros (com menos de 1,00%)      | 312    | 2,37 / 100,00   |      |
| Votos Inválidos         | Votos Inválidos                  | 320    | 2,43 / 100,00   | 0,32 |
| Total                   | Total                            | 13 167 | 100,00 / 100,00 |      |
| Eleitorado/Participação | Eleitorado/Participação          | 20 867 | 63,10 / 100,00  | 1,10 |

| Freguesia                     | %     | %     | %     | %    | %    | %    | %    | Votantes | Taxa de Participação |
| Freguesia                     | AD    | CH    | PS    | IL   | ADN  | L    | PAN  | Votantes | Taxa de Participação |
| ----------------------------- | ----- | ----- | ----- | ---- | ---- | ---- | ---- | -------- | -------------------- |
| Freguesia                     |       |       |       |      |      |      |      | Votantes | Taxa de Participação |
| Bustos, Troviscal e Mamarrosa | 52,61 | 23,90 | 9,87  | 4,49 | 2,29 | 1,54 | 1,05 | 3 627    | 61,62                |
| Oiã                           | 46,36 | 25,99 | 11,98 | 6,49 | 1,72 | 1,77 | 1,03 | 4 467    | 64,93                |
| Oliveira do Bairro            | 42,87 | 25,18 | 14,49 | 6,14 | 2,00 | 2,14 | 1,49 | 3 499    | 61,52                |
| Palhaça                       | 54,83 | 24,78 | 7,69  | 4,07 | 2,22 | 1,27 | 0,64 | 1 574    | 65,23                |
| Oliveira do Bairro            | 48,17 | 25,06 | 11,55 | 5,56 | 2,01 | 1,75 | 1,11 | 13 167   | 63,10                |

### Ovar
| Partido                 | Partido                                  | Votos  | %               | +/-  |
| ----------------------- | ---------------------------------------- | ------ | --------------- | ---- |
|                         | AD - Coligação PSD/CDS                   | 11 289 | 34,32 / 100,00  | 4,43 |
|                         | Partido Socialista                       | 8 382  | 25,48 / 100,00  | 6,45 |
|                         | Chega                                    | 6 234  | 18,95 / 100,00  | 4,01 |
|                         | Iniciativa Liberal                       | 1 973  | 6,00 / 100,00   | 0,53 |
|                         | Livre                                    | 1 236  | 3,76 / 100,00   | 1,15 |
|                         | Bloco de Esquerda                        | 837    | 2,54 / 100,00   | 3,30 |
|                         | Coligação Democrática Unitária (PCP-PEV) | 588    | 1,79 / 100,00   | 0,20 |
|                         | Pessoas–Animais–Natureza                 | 525    | 1,60 / 100,00   | 0,50 |
|                         | Alternativa Democrática Nacional         | 466    | 1,42 / 100,00   | 0,41 |
|                         | Outros (com menos de 1,00%)              | 381    | 1,17 / 100,00   |      |
| Votos Inválidos         | Votos Inválidos                          | 986    | 3,00 / 100,00   | 0,15 |
| Total                   | Total                                    | 32 897 | 100,00 / 100,00 |      |
| Eleitorado/Participação | Eleitorado/Participação                  | 51 141 | 64,33 / 100,00  | 1,48 |

| Freguesia | %     | %     | %     | %    | %    | %    | %    | %    | %    | Votantes | Taxa de Participação |
| Freguesia | AD    | PS    | CH    | IL   | L    | BE   | CDU  | PAN  | ADN  | Votantes | Taxa de Participação |
| --------- | ----- | ----- | ----- | ---- | ---- | ---- | ---- | ---- | ---- | -------- | -------------------- |
| Freguesia |       |       |       |      |      |      |      |      |      | Votantes | Taxa de Participação |
| Cortegaça | 35,83 | 27,33 | 16,35 | 6,00 | 3,42 | 2,49 | 1,14 | 1,56 | 1,31 | 2 367    | 69,45                |
| Esmoriz   | 37,80 | 23,35 | 18,24 | 6,46 | 3,73 | 2,23 | 1,20 | 1,83 | 1,53 | 7 588    | 68,11                |
| Maceda    | 33,00 | 27,32 | 21,24 | 4,94 | 2,44 | 1,60 | 1,65 | 1,50 | 1,65 | 2 006    | 62,59                |
| Ovar      | 33,07 | 25,60 | 18,63 | 6,10 | 4,27 | 2,90 | 2,23 | 1,54 | 1,30 | 17 263   | 63,55                |
| Válega    | 32,73 | 27,12 | 22,35 | 5,15 | 2,34 | 2,07 | 1,42 | 1,44 | 1,66 | 3 673    | 59,03                |
| Ovar      | 34,32 | 25,48 | 18,95 | 6,00 | 3,76 | 2,54 | 1,79 | 1,60 | 1,42 | 32 897   | 64,33                |

### Santa Maria da Feira
| Partido                 | Partido                                  | Votos   | %               | +/-  |
| ----------------------- | ---------------------------------------- | ------- | --------------- | ---- |
|                         | AD - Coligação PSD/CDS                   | 31 425  | 36,76 / 100,00  | 4,11 |
|                         | Partido Socialista                       | 20 650  | 24,16 / 100,00  | 6,49 |
|                         | Chega                                    | 18 014  | 21,07 / 100,00  | 4,61 |
|                         | Iniciativa Liberal                       | 5 067   | 5,93 / 100,00   | 0,45 |
|                         | Livre                                    | 2 425   | 2,84 / 100,00   | 0,72 |
|                         | Bloco de Esquerda                        | 1 553   | 1,82 / 100,00   | 2,46 |
|                         | Alternativa Democrática Nacional         | 1 363   | 1,59 / 100,00   | 0,38 |
|                         | Pessoas–Animais–Natureza                 | 1 173   | 1,37 / 100,00   | 0,58 |
|                         | Coligação Democrática Unitária (PCP-PEV) | 898     | 1,05 / 100,00   | 0,23 |
|                         | Outros (com menos de 1,00%)              | 908     | 1,07 / 100,00   |      |
| Votos Inválidos         | Votos Inválidos                          | 2 009   | 2,35 / 100,00   | 0,12 |
| Total                   | Total                                    | 85 485  | 100,00 / 100,00 |      |
| Eleitorado/Participação | Eleitorado/Participação                  | 126 913 | 67,36 / 100,00  | 1,28 |

| Freguesia                       | %     | %     | %     | %    | %    | %    | %    | %    | %    | Votantes | Taxa de Participação |
| Freguesia                       | AD    | PS    | CH    | IL   | L    | BE   | ADN  | PAN  | CDU  | Votantes | Taxa de Participação |
| ------------------------------- | ----- | ----- | ----- | ---- | ---- | ---- | ---- | ---- | ---- | -------- | -------------------- |
| Freguesia                       |       |       |       |      |      |      |      |      |      | Votantes | Taxa de Participação |
| Argoncilhe                      | 38,67 | 21,54 | 21,68 | 5,72 | 2,88 | 1,81 | 1,81 | 1,13 | 0,91 | 5 139    | 68,58                |
| Arrifana                        | 34,76 | 29,27 | 18,66 | 5,35 | 3,17 | 1,43 | 1,68 | 1,18 | 0,92 | 3 570    | 63,51                |
| Caldas de São Jorge e Pigeiros  | 33,19 | 28,32 | 21,47 | 3,53 | 2,24 | 1,94 | 1,59 | 2,03 | 1,25 | 2 320    | 66,30                |
| Canedo, Vale e Vila Maior       | 41,68 | 17,12 | 24,92 | 4,92 | 2,49 | 1,77 | 2,24 | 0,76 | 0,76 | 5 264    | 60,44                |
| Escapães                        | 35,89 | 26,22 | 19,48 | 7,11 | 2,60 | 1,95 | 0,74 | 0,98 | 1,02 | 2 151    | 69,48                |
| Fiães                           | 32,92 | 27,85 | 21,17 | 5,14 | 2,13 | 2,48 | 1,70 | 1,35 | 2,04 | 4 356    | 64,28                |
| Fornos                          | 35,86 | 23,86 | 21,59 | 6,65 | 3,47 | 1,16 | 1,20 | 1,45 | 1,16 | 2 075    | 68,57                |
| Lobão, Gião, Louredo e Guisande | 37,51 | 21,33 | 25,36 | 4,90 | 2,20 | 1,90 | 1,77 | 1,20 | 0,70 | 6 100    | 64,16                |
| Lourosa                         | 34,51 | 25,76 | 23,42 | 4,99 | 2,38 | 1,22 | 1,78 | 1,22 | 0,75 | 5 170    | 67,05                |
| Milheirós de Poiares            | 33,65 | 28,47 | 22,62 | 4,86 | 2,50 | 1,47 | 1,38 | 0,98 | 0,89 | 2 241    | 68,41                |
| Mozelos                         | 33,22 | 25,12 | 23,10 | 6,51 | 3,16 | 1,68 | 1,59 | 1,72 | 0,82 | 4 774    | 71,62                |
| Nogueira da Regedoura           | 39,72 | 22,92 | 20,33 | 5,45 | 2,27 | 1,92 | 1,39 | 1,52 | 1,50 | 3 744    | 71,25                |
| Paços de Brandão                | 42,61 | 22,09 | 16,95 | 5,26 | 2,98 | 2,13 | 1,63 | 1,72 | 0,81 | 3 192    | 73,30                |
| Rio Meão                        | 39,45 | 25,08 | 20,17 | 4,65 | 2,04 | 1,85 | 1,21 | 1,56 | 0,80 | 3 138    | 69,56                |
| Romariz                         | 39,66 | 21,72 | 23,21 | 4,18 | 2,23 | 1,38 | 2,35 | 0,80 | 0,57 | 1 745    | 62,75                |
| Sanguedo                        | 37,49 | 22,84 | 21,06 | 6,32 | 2,50 | 1,18 | 2,55 | 0,68 | 1,09 | 2 198    | 69,29                |
| Santa Maria da Feira            | 39,16 | 22,50 | 15,72 | 9,34 | 4,17 | 1,89 | 1,22 | 1,76 | 1,08 | 12 114   | 68,60                |
| Santa Maria de Lamas            | 37,02 | 25,36 | 21,68 | 4,90 | 2,63 | 1,92 | 1,22 | 1,54 | 0,77 | 3 123    | 70,95                |
| São João de Ver                 | 33,58 | 25,78 | 22,62 | 6,07 | 3,08 | 2,06 | 1,60 | 1,36 | 0,87 | 6 688    | 68,09                |
| São Miguel do Souto e Mosteirô  | 33,70 | 28,27 | 20,39 | 5,33 | 2,39 | 2,14 | 1,54 | 1,70 | 0,80 | 3 884    | 63,48                |
| São Paio de Oleiros             | 32,61 | 25,09 | 23,13 | 4,88 | 2,88 | 1,88 | 1,64 | 1,12 | 3,52 | 2 499    | 72,37                |
| Santa Maria da Feira            | 36,76 | 24,16 | 21,07 | 5,93 | 2,84 | 1,82 | 1,59 | 1,37 | 1,05 | 85 485   | 67,36                |

### São João da Madeira
| Partido                 | Partido                                  | Votos  | %               | +/-  |
| ----------------------- | ---------------------------------------- | ------ | --------------- | ---- |
|                         | AD - Coligação PSD/CDS                   | 4 198  | 32,86 / 100,00  | 3,55 |
|                         | Partido Socialista                       | 3 877  | 30,34 / 100,00  | 7,05 |
|                         | Chega                                    | 2 172  | 17,00 / 100,00  | 4,06 |
|                         | Iniciativa Liberal                       | 850    | 6,65 / 100,00   | 1,13 |
|                         | Livre                                    | 485    | 3,80 / 100,00   | 1,13 |
|                         | Bloco de Esquerda                        | 241    | 1,89 / 100,00   | 2,58 |
|                         | Coligação Democrática Unitária (PCP-PEV) | 217    | 1,70 / 100,00   | 0,07 |
|                         | Pessoas–Animais–Natureza                 | 156    | 1,22 / 100,00   | 0,41 |
|                         | Alternativa Democrática Nacional         | 147    | 1,15 / 100,00   | 0,26 |
|                         | Outros (com menos de 1,00%)              | 120    | 0,94 / 100,00   |      |
| Votos Inválidos         | Votos Inválidos                          | 314    | 2,46 / 100,00   | 0,02 |
| Total                   | Total                                    | 12 777 | 100,00 / 100,00 |      |
| Eleitorado/Participação | Eleitorado/Participação                  | 19 346 | 66,04 / 100,00  | 2,26 |

| Freguesia           | %     | %     | %     | %    | %    | %    | %    | %    | %    | Votantes | Taxa de Participação |
| Freguesia           | AD    | PS    | CH    | IL   | L    | BE   | CDU  | PAN  | ADN  | Votantes | Taxa de Participação |
| ------------------- | ----- | ----- | ----- | ---- | ---- | ---- | ---- | ---- | ---- | -------- | -------------------- |
| Freguesia           |       |       |       |      |      |      |      |      |      | Votantes | Taxa de Participação |
| São João da Madeira | 32,86 | 30,34 | 17,00 | 6,65 | 3,80 | 1,89 | 1,70 | 1,22 | 1,15 | 12 777   | 66,04                |
| São João da Madeira | 32,86 | 30,34 | 17,00 | 6,65 | 3,80 | 1,89 | 1,70 | 1,22 | 1,15 | 12 777   | 66,04                |

### Sever do Vouga
| Partido                 | Partido                          | Votos  | %               | +/-  |
| ----------------------- | -------------------------------- | ------ | --------------- | ---- |
|                         | AD - Coligação PSD/CDS           | 3 519  | 50,36 / 100,00  | 3,39 |
|                         | Chega                            | 1 441  | 20,62 / 100,00  | 1,23 |
|                         | Partido Socialista               | 1 034  | 14,80 / 100,00  | 4,16 |
|                         | Iniciativa Liberal               | 301    | 4,31 / 100,00   | 0,82 |
|                         | Livre                            | 165    | 2,36 / 100,00   | 0,50 |
|                         | Alternativa Democrática Nacional | 132    | 1,89 / 100,00   | 0,39 |
|                         | Bloco de Esquerda                | 79     | 1,13 / 100,00   | 1,36 |
|                         | Outros (com menos de 1,00%)      | 152    | 2,17 / 100,00   |      |
| Votos Inválidos         | Votos Inválidos                  | 165    | 2,36 / 100,00   | 0,09 |
| Total                   | Total                            | 6 988  | 100,00 / 100,00 |      |
| Eleitorado/Participação | Eleitorado/Participação          | 10 170 | 68,71 / 100,00  | 1,15 |

| Freguesia               | %     | %     | %     | %    | %    | %    | %    | Votantes | Taxa de Participação |
| Freguesia               | AD    | CH    | PS    | IL   | L    | ADN  | BE   | Votantes | Taxa de Participação |
| ----------------------- | ----- | ----- | ----- | ---- | ---- | ---- | ---- | -------- | -------------------- |
| Freguesia               |       |       |       |      |      |      |      | Votantes | Taxa de Participação |
| Cedrim e Paradela       | 55,19 | 25,43 | 9,58  | 3,42 | 1,60 | 1,14 | 0,23 | 877      | 70,05                |
| Couto de Esteves        | 59,76 | 14,43 | 13,62 | 3,66 | 1,22 | 2,85 | 1,22 | 492      | 70,59                |
| Pessegueiro do Vouga    | 50,18 | 21,79 | 11,81 | 4,76 | 3,94 | 1,83 | 1,28 | 1 092    | 69,78                |
| Rocas do Vouga          | 47,76 | 19,17 | 18,95 | 4,15 | 2,02 | 2,47 | 1,79 | 892      | 62,03                |
| Sever do Vouga          | 48,43 | 19,99 | 13,76 | 5,74 | 3,21 | 1,85 | 1,54 | 1 621    | 69,84                |
| Silva Escura e Dornelas | 50,04 | 18,24 | 16,46 | 4,12 | 1,94 | 1,94 | 1,05 | 1 239    | 67,23                |
| Talhadas                | 46,71 | 24,26 | 20,39 | 2,58 | 1,03 | 1,55 | 0,39 | 775      | 73,53                |
| Sever do Vouga          | 50,36 | 20,62 | 14,80 | 4,31 | 2,36 | 1,89 | 1,13 | 6 988    | 68,71                |

### Vagos
| Partido                 | Partido                          | Votos  | %               | +/-  |
| ----------------------- | -------------------------------- | ------ | --------------- | ---- |
|                         | AD - Coligação PSD/CDS           | 6 554  | 48,85 / 100,00  | 0,20 |
|                         | Chega                            | 3 531  | 26,32 / 100,00  | 4,26 |
|                         | Partido Socialista               | 1 301  | 9,70 / 100,00   | 3,22 |
|                         | Iniciativa Liberal               | 722    | 5,38 / 100,00   | 1,06 |
|                         | Livre                            | 310    | 2,31 / 100,00   | 0,57 |
|                         | Alternativa Democrática Nacional | 292    | 2,18 / 100,00   | 0,08 |
|                         | Bloco de Esquerda                | 156    | 1,16 / 100,00   | 1,23 |
|                         | Outros (com menos de 1,00%)      | 275    | 2,05 / 100,00   |      |
| Votos Inválidos         | Votos Inválidos                  | 275    | 2,05 / 100,00   | 0,29 |
| Total                   | Total                            | 13 416 | 100,00 / 100,00 |      |
| Eleitorado/Participação | Eleitorado/Participação          | 22 523 | 59,57 / 100,00  | 1,04 |

| Freguesia                       | %     | %     | %     | %    | %    | %    | %    | Votantes | Taxa de Participação |
| Freguesia                       | AD    | CH    | PS    | IL   | L    | ADN  | BE   | Votantes | Taxa de Participação |
| ------------------------------- | ----- | ----- | ----- | ---- | ---- | ---- | ---- | -------- | -------------------- |
| Freguesia                       |       |       |       |      |      |      |      | Votantes | Taxa de Participação |
| Calvão                          | 53,85 | 23,31 | 7,14  | 5,18 | 1,41 | 3,22 | 1,41 | 1 274    | 62,12                |
| Fonte de Angeão e Covão do Lobo | 55,95 | 24,89 | 6,11  | 4,58 | 1,60 | 2,98 | 0,46 | 1 310    | 61,62                |
| Gafanha da Boa Hora             | 39,70 | 31,35 | 12,46 | 5,90 | 3,51 | 1,06 | 1,26 | 1 509    | 46,63                |
| Ouca                            | 52,87 | 27,19 | 7,15  | 4,63 | 1,71 | 2,52 | 1,31 | 993      | 60,33                |
| Ponte de Vagos e Santa Catarina | 50,67 | 30,09 | 5,83  | 5,83 | 1,46 | 2,27 | 0,70 | 1 715    | 60,97                |
| Santo André de Vagos            | 55,82 | 29,68 | 4,06  | 3,11 | 1,21 | 2,59 | 0,95 | 1 159    | 58,12                |
| Sosa                            | 46,16 | 30,39 | 12,15 | 3,07 | 1,60 | 2,15 | 0,68 | 1 629    | 59,65                |
| Vagos e Santo António           | 45,54 | 21,17 | 13,74 | 7,19 | 3,55 | 1,75 | 1,72 | 3 827    | 64,58                |
| Vagos                           | 48,85 | 26,32 | 9,70  | 5,38 | 2,31 | 2,18 | 1,16 | 13 416   | 59,57                |

### Vale de Cambra
| Partido                 | Partido                          | Votos  | %               | +/-  |
| ----------------------- | -------------------------------- | ------ | --------------- | ---- |
|                         | AD - Coligação PSD/CDS           | 5 938  | 45,59 / 100,00  | 5,60 |
|                         | Chega                            | 2 542  | 19,52 / 100,00  | 2,21 |
|                         | Partido Socialista               | 2 418  | 18,56 / 100,00  | 6,14 |
|                         | Iniciativa Liberal               | 697    | 5,35 / 100,00   | 0,30 |
|                         | Livre                            | 304    | 2,33 / 100,00   | 0,78 |
|                         | Alternativa Democrática Nacional | 253    | 1,94 / 100,00   | 0,40 |
|                         | Bloco de Esquerda                | 176    | 1,35 / 100,00   | 2,02 |
|                         | Pessoas–Animais–Natureza         | 149    | 1,14 / 100,00   | 0,41 |
|                         | Outros (com menos de 1,00%)      | 212    | 1,64 / 100,00   |      |
| Votos Inválidos         | Votos Inválidos                  | 336    | 2,58 / 100,00   | 0,18 |
| Total                   | Total                            | 13 025 | 100,00 / 100,00 |      |
| Eleitorado/Participação | Eleitorado/Participação          | 19 733 | 66,01 / 100,00  | 1,96 |

| Freguesia                               | %     | %     | %     | %    | %    | %    | %    | %    | Votantes | Taxa de Participação |
| Freguesia                               | AD    | CH    | PS    | IL   | L    | ADN  | BE   | PAN  | Votantes | Taxa de Participação |
| --------------------------------------- | ----- | ----- | ----- | ---- | ---- | ---- | ---- | ---- | -------- | -------------------- |
| Freguesia                               |       |       |       |      |      |      |      |      | Votantes | Taxa de Participação |
| Arões                                   | 58,22 | 15,54 | 14,18 | 3,32 | 1,51 | 2,56 | 0,15 | 0,30 | 663      | 56,47                |
| Cepelos                                 | 57,68 | 14,15 | 14,82 | 3,20 | 3,34 | 2,14 | 1,34 | 0,53 | 749      | 61,70                |
| Junqueira                               | 58,33 | 17,19 | 10,42 | 4,69 | 2,08 | 1,39 | 0,87 | 0,35 | 576      | 69,48                |
| Macieira de Cambra                      | 39,40 | 21,05 | 23,91 | 4,96 | 2,02 | 1,83 | 1,30 | 1,30 | 2 622    | 64,98                |
| Roge                                    | 45,25 | 20,00 | 20,59 | 4,65 | 2,18 | 2,67 | 1,09 | 1,09 | 1 010    | 67,33                |
| São Pedro de Castelões                  | 45,54 | 20,42 | 16,75 | 6,05 | 2,38 | 1,91 | 1,45 | 1,31 | 4 196    | 67,03                |
| Vila Chã, Codal e Vila Cova de Perrinho | 43,10 | 19,41 | 19,16 | 6,01 | 2,56 | 1,78 | 1,68 | 1,28 | 3 209    | 67,97                |
| Vale de Cambra                          | 45,59 | 19,52 | 18,56 | 5,35 | 2,33 | 1,94 | 1,35 | 1,14 | 13 025   | 66,01                |

## Lista de Deputados Eleitos
A lista apresentada é conforme a aplicação do Método D'Hondt:
| N.º | Nome                                        | Partido | Partido            | Partido                          | Quociente  |
| --- | ------------------------------------------- | ------- | ------------------ | -------------------------------- | ---------- |
| 1   | Luís Montenegro                             |         |                    | AD - Coligação PSD/CDS (PPD/PSD) | 163617     |
| 2   | Pedro Nuno Santos                           |         | Partido Socialista | Partido Socialista               | 90010      |
| 3   | Pedro Frazão                                |         | Chega              | Chega                            | 85760      |
| 4   | Emídio Ferreira dos Santos Sousa            |         |                    | AD - Coligação PSD/CDS (PPD/PSD) | 81808,5    |
| 5   | Maria Paula da Graça Cardoso                |         |                    | AD - Coligação PSD/CDS (PPD/PSD) | 54539      |
| 6   | Susana Alexandra Lopes Correia              |         | Partido Socialista | Partido Socialista               | 45005      |
| 7   | Maria José Gomes de Aguiar                  |         | Chega              | Chega                            | 42880      |
| 8   | Silvério Rodrigues Regalado                 |         |                    | AD - Coligação PSD/CDS (PPD/PSD) | 40904,25   |
| 9   | Salvador Malheiro Ferreira da Silva         |         |                    | AD - Coligação PSD/CDS (PPD/PSD) | 32723,4    |
| 10  | Hugo Daniel Matos de Oliveira               |         | Partido Socialista | Partido Socialista               | 30003,3333 |
| 11  | Armando Carlos da Silva Grave               |         | Chega              | Chega                            | 28586,6667 |
| 12  | Adriana Helena da Silva Rodrigues           |         |                    | AD - Coligação PSD/CDS (PPD/PSD) | 27269,5    |
| 13  | Mário Filipe Amorim Faria de Oliveira Lopes |         | Iniciativa Liberal | Iniciativa Liberal               | 23444      |
| 14  | Almiro Miguel Santos Rodrigues Moreira      |         |                    | AD - Coligação PSD/CDS (PPD/PSD) | 23373,8571 |
| 15  | Carlos Filipe de Andrade Neto Brandão       |         | Partido Socialista | Partido Socialista               | 22502,5    |
| 16  | Pedro Miguel Tavares dos Santos             |         | Chega              | Chega                            | 21440      |